# 东北和内蒙古煤炭工业联合公司
东北和内蒙古煤炭工业联合公司（简称东煤公司）是中华人民共和国曾经存在的煤炭联合公司，负责管理管理东北和内蒙古东部境内统配煤矿及企事业单位，1983年成立，1994年撤销。公司总部设在吉林省长春市延安大路。

## 历史沿革
东北和内蒙古煤炭工业联合公司成立于1983年1月10日，曾是由煤炭工业部直属的派出管理机构，代表煤炭工业部管理所在地区的煤炭企事业单位。成立公司的目的是打破行政区域界线，按资源分布全面规划，统筹开发东北和内蒙古东部地区的煤炭资源。
1988年，第七届全国人大通过国务院机构改革方案，决定保留东北内蒙古煤炭工业联合公司，负责管理辽宁、吉林、黑龙江和内蒙古东部三盟（哲里木盟、兴安盟、呼伦贝尔盟）一市（赤峰市）的煤炭企事业单位，归口能源部领导。
1993年，第八届全国人大通过第一次会议决定撤销能源部和中国统配煤矿总公司，再次组建煤炭工业部。东北内蒙古煤炭工业联合公司和中国地方煤矿联合经营开发公司转归煤炭工业部实行归口管理。1994年3月，煤炭工业部决定撤销东北内蒙古煤炭工业联合公司。东煤公司人员分散组建黑、吉、辽三省的煤炭工业局。